# Лучевая кость
Лучевая кость (лат. radius) — парная кость в составе предплечья, расположенная рядом с локтевой костью (os ulna).

## Строение
Делится на тело (corpus ossis radii), а также верхний и нижний концы. На проксимальном (верхнем) конце имеет головку лучевой кости (caput ossis radii) с плоским углублением — суставной ямкой (fovea articularis ossis radii) для сочленения с головкой мыщелка плечевой кости. Периферию головки занимает суставная окружность (circumferentia articularis ossis radii), сочленяющаяся с лучевой вырезкой локтевой кости (incisura radii ossis ulnae). Участок кости ниже головки — шейка лучевой кости (collum ossis radii). Ниже шейки находится бугристость лучевой кости (tuberositas radii) — место прикрепления сухожилия двуглавой мышцы плеча (musculus biceps brachii). На дистальном (нижнем) конце лучевой кости, с её медиальной стороны, имеется локтевая вырезка (incisura ulnaris), с которой соединяется головка локтевой кости. С латеральной стороны кости к низу отходит шиловидный отросток (processus styloideus).
Тело лучевой кости треугольное в сечении. Различают три поверхности кости — переднюю (facies anterior), заднюю (facies posterior) и боковую (facies lateralis), а также три края — передний (margo anterior), задний (margo posterior) и межкостный (margo interosseus). Межкостный (внутренний) край кости заострён и направлен в сторону локтевой кости. Остальные два края закруглены. Передняя поверхность кости несколько вогнута и содержит питательное отверстие (foramen nutricium), которое открывается в питательный канал. Лучевая кость движется по локтевой кости при пронации и супинации.

## Изображения

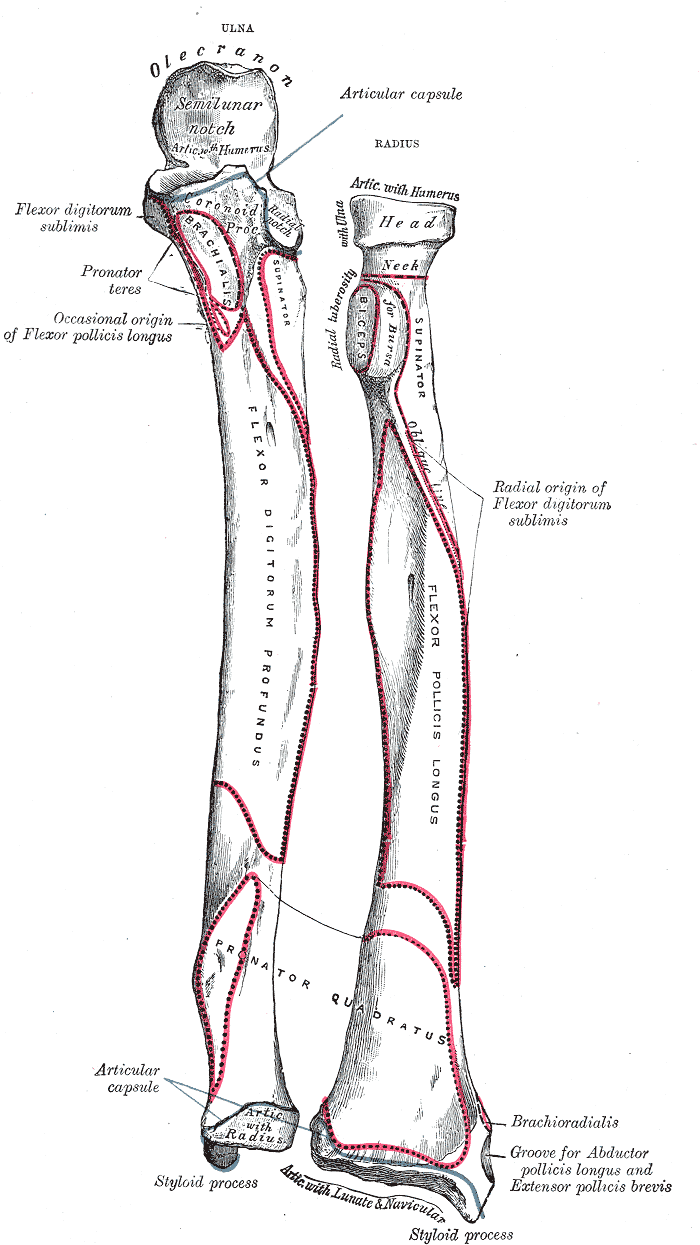
Кости предплечья, вид спереди
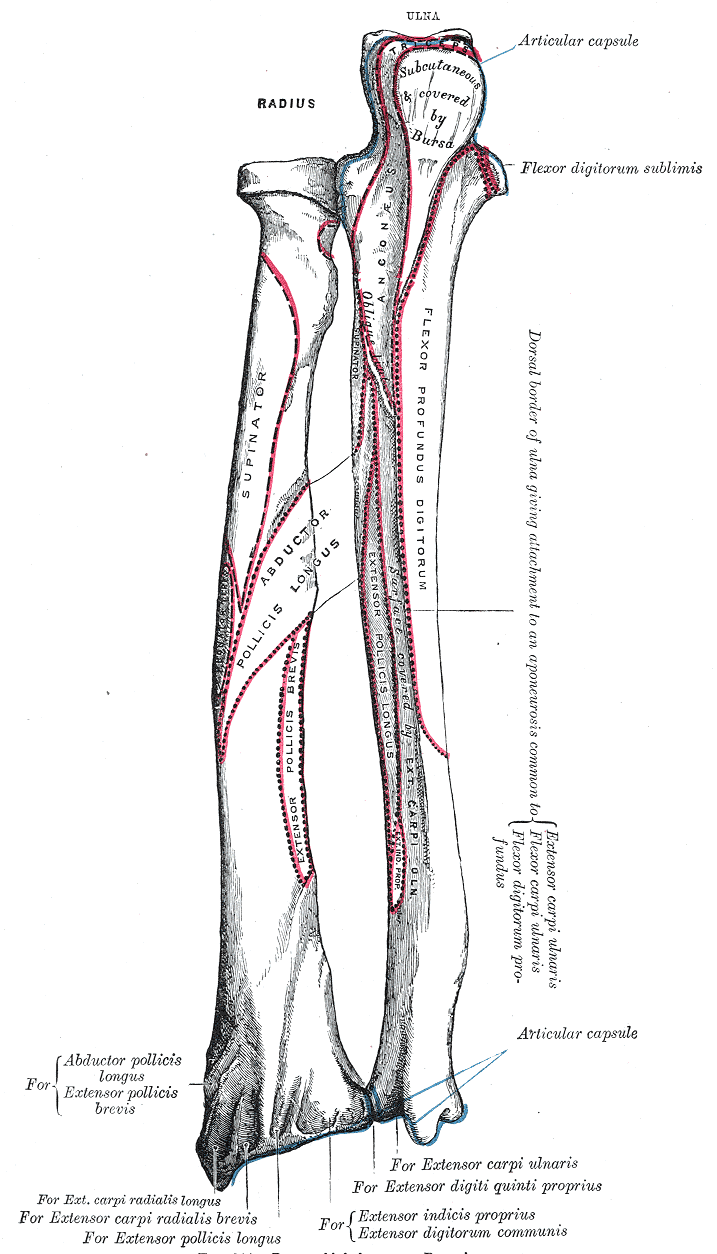
Кости предплечья, вид сзади
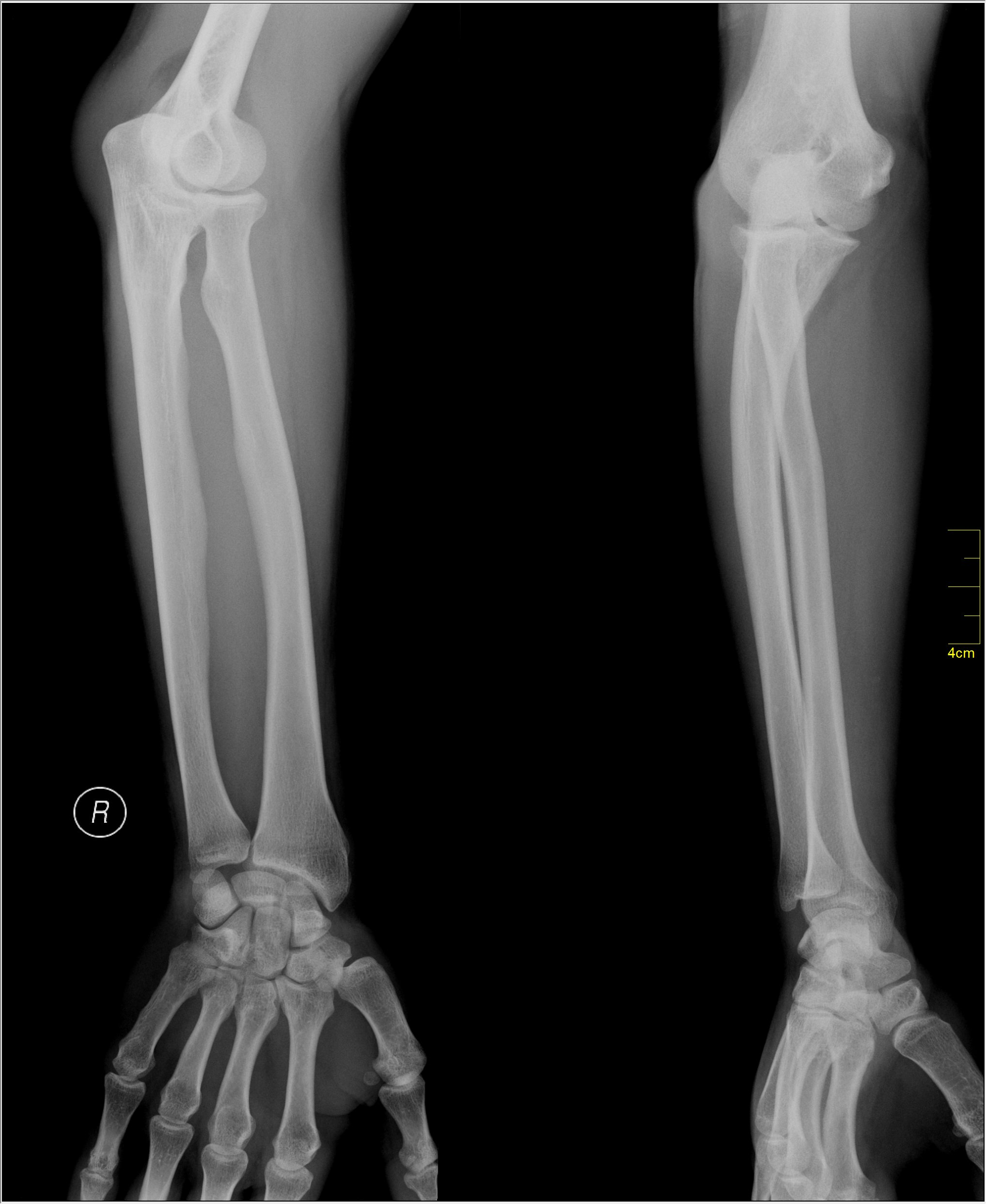